# フレデリック・ワイス
フレデリック・ワイス（Frédéric Weis、1977年6月22日 - ）はフランスの元バスケットボール選手。モゼル県ティオンヴィル出身。ポジションはセンター。身長218cm、120kg。

## 来歴
フランスのCSPリモージュ、ギリシャのPAOKテッサロニキ、スペインのマラガを経てCBビルバオ・ベリーでプレイした。
1999年のNBAドラフトでドラフト1巡目全体15位でニューヨーク・ニックスに指名されたが契約には至っていない。2000年のシドニーオリンピックにフランス代表として出場、銀メダルを獲得している。この大会で身長217cmの彼を相手に身長198cmのヴィンス・カーターが決めたダンクシュートが話題となった。
2005年のバスケットボール欧州選手権で3位、2006年バスケットボール世界選手権で5位となった。世界選手権ではフリースローをわずか26.3%しか決めることができなかった。
2011年3月、現役引退を表明した。